# Inspectie Justitie en Veiligheid

Logo van de Inspectie Justitie en Veiligheid.

De Inspectie Justitie en Veiligheid (Inspectie JenV) is een Nederlandse overheidsinstantie gevestigd in Den Haag die toezicht houdt voor het ministerie van Justitie en Veiligheid. Het werkterrein van de Inspectie JenV bestaat uit de toezichtgebieden Migratie, Sanctietoepassing, Jeugd, Politie en Nationale veiligheid. Ieder toezichtgebied kent verschillende, meer specifieke aandachtsvelden. Een deel van de toezichtactiviteiten vindt plaats in Caribisch Nederland (Bonaire, Sint Eustatius en Saba). Sommige activiteiten raken het lokaal gebonden bestuur en de lokale veiligheid. De Inspectie JenV houdt toezicht op deze aspecten wanneer ze de verantwoordelijkheden raken van de minister of staatssecretaris van Justitie en Veiligheid.

## Ontstaan
De Inspectie Justitie en Veiligheid (van 2012 tot 2017 de Inspectie Veiligheid en Justitie) is voortgekomen uit een samenvoeging van de Inspectie Openbare Orde en Veiligheid en de Inspectie voor de Sanctietoepassing. De samenvoeging werd op 1 januari 2012 van kracht, nadat deze was voortgekomen uit afspraken uit het regeerakkoord van 2010. Daarin zijn alle veiligheidstaken van het Rijk ondergebracht bij het toen nog hetende ministerie van Veiligheid en Justitie.
De Inspectie groeit uit tot dé toezichthouder voor het brede domein van justitie en veiligheid.
Bij het aantreden van het kabinet-Rutte III in oktober 2017 werd besloten de naam van het ministerie te veranderen in Justitie en Veiligheid. Vandaar dat vanaf dat moment de Inspectie die naam ook gebruikt.

## Openbaarheid
Alle onderzoeksrapporten zijn in beginsel openbaar en kunnen worden aangevraagd of op internet gedownload.